# Harefield
Harefield est une zone anglaise située à l'ouest de Londres, dans le borough londonien de Hillingdon.